# U Thant
Maha Thray Sithu U Thant (Pantanaw, Birmània, 22 de gener de 1909 - 25 de novembre de 1974) fou un diplomàtic birmà, conegut per haver estat el tercer secretari general de les Nacions Unides del 1961 al 1971, sent el primer no escandinau a ocupar el càrrec i durant un temps rècord de deu anys i un mes.

## Biografia
U Thant va estudiar en la National High School de Pantanaw i en l'University College de Yangon.

### Carrera diplomàtica
Abans de la seva carrera diplomàtica, U Thant va treballar de Professor en la National High School, a la que havia assistit a Pantanaw, i el 1931 es va convertir en Director després d'aconseguir el primer lloc en els exàmens d'Anglo-vernacular per a professor de Secundària.
Va ser membre del Comitè Educatiu de Myanmar i del Consell d'Educació Nacional abans de la Segona Guerra Mundial, i va ser membre del Comitè Executiu dels Directors de l'Associació de Col·legis. Així mateix, va treballar activament de periodista.
El 1942, U Thant va treballar diversos mesos de Secretari del Comitè de Reorganització Educativa de Myanmar. A l'any següent va tornar a la National High School com a Director durant quatre anys.
U Thant va ser nomenat Director de Premsa del Govern de Myanmar el 1947. El 1948 es va convertir en President d'Emissions, i un any més tard va ser nomenat Secretari del Govern de Myanmar en el Ministeri d'Informació. El 1953, U Thant va passar a ser Secretari de projectes a l'Oficina del Primer Ministre, i el 1955, se li van assignar deures addicionals de Secretari Executiu de la Junta Econòmica i Social de Myanmar.

### Nacions Unides
En el moment del seu nomenament com a Secretari General interí de les Nacions Unides, U Thant havia estat Representant Permanent de Myanmar de les Nacions Unides, amb el rang d'Ambaixador (1957-1961).
Durant aquest període, va dirigir les delegacions de Myanmar en els Períodes de Sessions de l'Assemblea General, i el 1959 es va ocupar de la Vicepresidència del catorzè període de Sessions. El 1961 U Thant va ser president de la Comissió de les Nacions Unides per a la Conciliació del Congo i President del Comitè d'un Fons de les Nacions Unides per al Desenvolupament.
Al llarg de la seva carrera diplomàtica, U Thant va exercir diverses vegades tasques de Conseller del Primer Ministre de Myanmar.
U Thant, va treballar com a Secretari General de les Nacions Unides des de 1961 fins a 1971, va ser elegit per dirigir l'Organisme Mundial després de la mort del Secretari General Dag Hammarskjold en un accident aeri el setembre de 1961.
U Thant va començar de Secretari General interí des del 3 de novembre de 1961, quan va ser nomenat unànimement per l'Assemblea General de l'ONU, aconsellada pel Consell de Seguretat de l'ONU, per acabar el càrrec inacabat d'últim Secretari general, Dag Hammarskjöld. Llavors, va ser nomenat unànimement Secretari General per l'Assemblea General el 30 de novembre de 1962 durant el període fins al 3 de novembre de 1966.
L'Assemblea General va tornar a nomenar Secretari General de les Nacions Unides a U Thant per segona vegada el 2 de desembre de 1966 aconsellada pel consell de seguretat (resolució 229, 1966). Va continuar en el seu càrrec fins a desembre de 1971. U Thant es va retirar al final del seu segon mandat el 1971.
Va morir el 25 de novembre de 1974 després d'una llarga malaltia a l'edat de 65 anys.

## Reconeixements
U Thant va rebre el doctorat honoris causa en Dret en les següents universitats: Universitat de Carleton, Ottawa, Canadà (25 de maig 1962); Williams College, Williamstown, Massachusetts (10 de juny 1962); Universitat de Princeton, Princeton, Nou Jersey (12 de juny 1962); Mount Holyoke College, South Hadley, Massachusetts (2 de juny 1963); Universitat Harvard, Cambridge, Massachusetts (13 de juny 1963); Dartmouth College, Hanover, New Hampshire (16 juny 1963); Universitat de Califòrnia a Berkeley, Califòrnia (2 d'abril 1964); Universitat de Denver, Denver, Vermell (3 d'abril 1964); Swarthmore College, Swarthmore, Pennsilvània (8 de juny 1964); Universitat de Nova York, Nova York(10 de juny 1964); Universitat de Moscou, Moscou, Unió Soviètica (30 de juliol 1964); Universitat Queen's, Kingston, Ontario (22 de maig 1965); Colby College, Waterville, Maine (6 de juny 1965); Universitat Yale, New Haven, Connecticut (14 de juny 1965); Universitat de Windsor, Windsor, Ontario, Canadà (28 de maig 1966); Hamilton College, Clinton, Nova York (5 de juny 1966); Universitat Fordham, Bronx, Nova York (8 de juny 1966); Manhattan College, Nova York (14 de juny 1966); Universitat de Michigan, Ann Arbor, Michigan (30 de març 1967); Universitat de Delhi, Nova Delhi, Índia (13 d'abril 1967); Universitat de Leeds, Anglaterra (26 de maig 1967); Universitat de Lovaina, Brussel·les, Bèlgica (10 d'abril 1968); Universitat d'Alberta, Edmonton, Canadà (13 de maig 1968); Unversidad de Boston, Boston, Massachusetts (19 de maig 1968); Universitat Rutgers, New Brunswick, Nou Jersey (29 de maig 1968); Universitat de Dublín (Trinity College), Dublín, Irlanda (12 de juliol 1968); Laval Universidad, Quebec, Canada (31 maig 1969); Universitat de Colúmbia, Nova York (3 de juny 1969); Universitat de les Filipines (11 d'abril 1970); Universitat de Siracusa (6 de juny 1970). També va rebre els següents doctorats honoris causa: Doctor de Divinitat, La Primera Iglesia Universal (11 de maig 1970); Doctor en Dret Internacional, Universitat Internacional de Florida, Miami, Florida (25 de gener 1971); Doctor en Dret, Universitat de Hartford, Hartford, Connecticut (23 de març 1971); Doctor de Dret Civil, honoris causa, Universitat Colgate, Hamilton, Nova York, (30 de maig 1971); Doctor en Humanitats, Universitat Duke, Durham, Carolina del Norte (7 de juny 1971).